# Ted Poe
Lloyd Theodore Poe, detto Ted (Temple, 10 settembre 1948), è un politico statunitense, membro della Camera dei Rappresentanti per lo stato del Texas dal 2005 al 2019.

## Biografia
Nato e cresciuto nel Texas, Poe si laureò in legge all'Università di Houston e nel frattempo prestò servizio nell'Air Force Reserve Command. Successivamente divenne giudice e svolse questo lavoro per oltre vent'anni, fin quando nel 2004 entrò in politica con il Partito Repubblicano.
In quell'anno, infatti, Poe si candidò alla Camera dei Rappresentanti per un distretto che era stato riconfigurato e affrontò nelle elezioni il deputato democratico Nick Lampson, riuscendo a sconfiggerlo. Da allora fu riconfermato dai votanti per altri sei mandati, finché nel 2018 annunciò il suo ritiro e fu succeduto da Dan Crenshaw.
Ted Poe è un repubblicano molto conservatore ed è membro del Tea Party.